# Henri Milne-Edwards
Henri Milne-Edwards (23. října 1800 Bruggy – 29. července 1885 Paříž) byl francouzský lékař a přírodovědec. Jeho otec byl anglický plantážník z Jamajky a matka Francouzka, Henri byl nejmladším ze sedmadvaceti dětí. Vystudoval medicínu na Pařížské univerzitě, později se stal žákem Georgese Cuviera a odborníkem na mořské bezobratlé živočichy.
Byl profesorem na Faculté des sciences de Paris, působil také v Muséum national d'histoire naturelle a v redakci časopisu Annales des sciences naturelles. Jeho nejvýznamnějšími díly jsou třídílná Histoire naturelle des crustaceés a čtrnáctidílná Leçons sur la physiologie et l'anatomie comparée de l'homme et des animaux. Byl členem Francouzské akademie věd a londýnské Královské společnosti, která mu v roce 1856 udělila Copleyho medaili, obdržel také vyznamenání Pour le Mérite a Řád čestné legie. Jmenuje se po něm ulice Rue Milne-Edwards v 17. pařížském obvodu a řada živočichů: rod mořských hvězdic Henricia, sasanky Edwardsia a Edwardsiella, želvuška Milnesium, langusta Jasus edwardsii, plž Ocinebrina edwardsii nebo žralok máčka Edwardsova. Měl devět dětí, syn Alphonse Milne-Edwards byl rovněž významným zoologem.